# Clerget 7Z

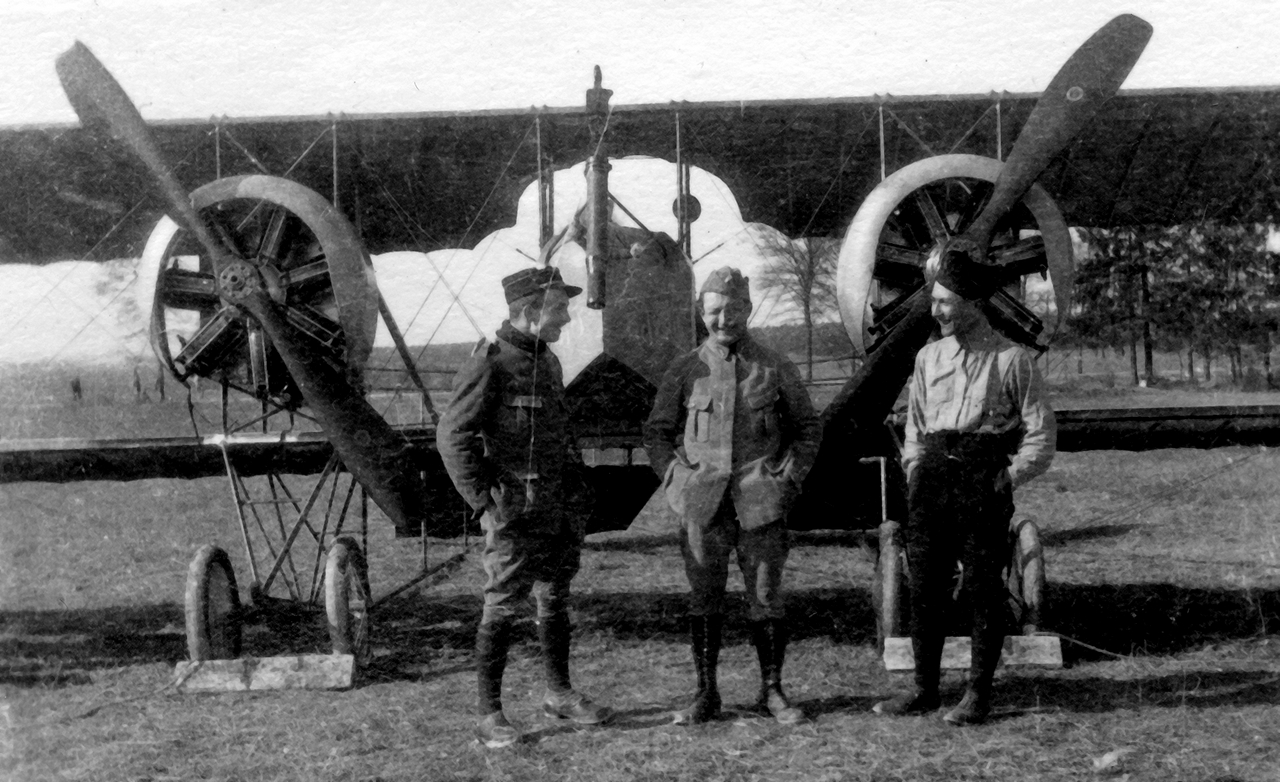
Francouzský dvoumotorový letoun Caudron G4 vybavený rotačním motorem Clerget

Clerget 7Z byl letecký vzduchem chlazený rotační motor, vyráběný během 1. světové války francouzskou strojírenskou firmou Clerget. Vyráběl se od roku 1914.
Hlavní technické údaje
- Vzduchem chlazený čtyřdobý rotační hvězdicový sedmiválec
- Vrtání válce: 120 mm
- Zdvih pístu: 150 mm
- Zdvihový objem motoru: 11,875 litru
- Kompresní poměr: 4,30
- Hmotnost: 106 kg
- Výkon: 80 k (58,8 kW) při 1200 ot./min.